# Saint-Clément-des-Levées

Saint-Clément-des-Levées este o comună în departamentul Maine-et-Loire, Franța. În 2009 avea o populație de 1,150 de locuitori.